# Ponte Branca
Ponte Branca là một đô thị thuộc bang Mato Grosso, Brasil. Đô thị này có diện tích 687,812 km², dân số năm 2007 là 1787 người, mật độ 2,6 người/km².